# 이바일로의 난
이바일로의 난(불가리아어: Въстанието на Ивайло)은 불가리아 황제 콘스탄틴 티흐와 귀족들에 대항해 일어난 농민들의 반란이다. 이바일로의 난은 제 2차 불가리아 제국의 봉건화 시작과 도브루자 등 북동부 지역에서의 몽골의 위협으로 인한 분노로 발발하였다. 이바일로는 뛰어난 장군이었고, 몽골과 차르의 군대를 격파하여 귀족들을 그를 불가리아의 차르로 인정하게끔 하였다.
비잔티움 제국의 황제 미카일 8세는 이 봉기가 자신의 나라에 미칠 영향을 걱정하여 불가리아 귀족들을 지원하였으나, 비잔티움은 두 차례의 패배를 맛보았다. 하지만 몽골의 개입은 그를 드러스터르의 요새로 도망치게 하였고, 그는 포위당하였다. 그러자 터르노보의 귀족들은 게오르기 테르테르 1세를 새로운 황제로 내세웠다. 적들에게 포위당한 이바일로는 노가이 칸에게로 망명하였으나, 얼마 후 살해당하였다.

## 배경
1241년 이반 아센 2세 사후 거대한 불가리아 제국은 쇠퇴하기 시작하였다. 어린 황제들이 제위를 계승하면서 제국은 니케아 제국에게 트라키아와 마케도니아의 상당 부분을, 헝가리에게는 베오그라드와 바나트를 포함하여 북서부 지역의 영토를 잃었다. 불가리아는 1240년대 이후 몽골의 침입에 대처하는데 실패하였고 칼리만 아센 1세의 섭정은 몽골에게 조공을 바쳐야 했다. 1256년에서 1257년 사이 불가리아에서는 내전이 발생하고 스코페의 볼야르였던 콘스탄틴 티흐가 승자가 되었다. 그의 20년 치세 내내 불가리아는 불안정했다. 그가 사냥 도중 다리를 다친 후 그의 황후인 비잔티움 제국 출신의 이레네 두카이나 라스카리나가 권력을 장악하였고, 그녀는 비잔티움 제국의 음모에 개입되어 있었다. 이레네의 사후 콘스탄틴은 역시 비잔티움 제국 출신의 세번째 황후 마리아 팔라이올로기나 칸타쿠제나에게 정무를 맡겼다.
이 시기 동안 몽골은 계속적으로 불가리아 북동부를 침공하여 마을을 약탈하고 경제를 마비시켰다. 그와 함께 13세기 후반 불가리아에서는 봉건화가 시작되면서 많은 변화를 불러왔고 농민들의 상황은 악화되었다. 농민들은 중앙 정부와 귀족, 교회에 예속되어 있을뿐만 아니라 개인적 자유도 상실하였다. 몽골의 침입은 도브루자의 행정력을 파괴하였고 이는 반란의 발발과 확산을 촉진시켰다.
이러한 상황에서 북동부 불가리아의 농민 이바일로는 반란을 선동하기 시작하였고, 신이 그에게 귀족들에 대항하라는 계시를 내렸다고 주장하였다. 실제로 이러한 미신은 신실한 농민들 사이에서 추종자를 끌어모으기 위해 의도적으로 사용되었고, 반란은 착실하게 준비되었다. 민중들은 이바일로를 부자와 빈자의 평등을 확산시키는 이상적인 통치자, 즉 '좋은 차르'로 보았다. 그러므로 그는 단기간에 많은 추종자들을 모을 수 있었다.

## 전개

### 초기 성공
반란은 1277년 봄 혹은 여름에 시작되었다. 반란군은 먼저 북동부 불가리아를 약탈하던 몽골군을 공격하였다. 그 해 여름 이바일로의 군대는 몽골군을 패퇴시켰고 얼마 후 또 한번 승리하였다. 불가리아군이 몇십년간 이루지 못한 위업에 그의 유명세는 빠르게 퍼졌다. 1277년 가을, 몽골군은 불가리아 영토에서 완전히 쫓겨났다. 이바일로는 그의 추종자들에게 황제로 불리었다.
1277년 말에 콘스탄틴 티흐는 반란군에 대한 원정을 개시하였다. 그의 적은 수의 군대는 그의 다리 통증 때문에 느리게 진군하였다. 이바일로는 콘스탄틴 티흐의 군대를 매복 공격하였고, 황제의 측근 세력들은 죽인 반면 나머지는 반란군에 참가하였다. 이바일로는 콘스탄틴 티흐가 그의 명예를 지키기 위해 전투에서 아무것도 하지 않았다고 주장하여 자신의 행동을 정당화하기 위해 콘스탄틴 티흐를 자신의 손으로 죽였다. 이 승리 이후 이바일로는 다른 요새화된 도시들을 점령하기 시작하였고, 이들은 항복하면서 이바일로를 황제로 인정하였다. 얼마 후 수도 터르노보만이 황후 마리아의 통치 하에 남게 되었다.
불가리아 통치자의 죽음은 비잔티움 황제 미카일 8세에게 충격적인 것이었고, 그는 이전부터 불가리아의 상황을 가까이서 지켜보기 위해 아드리아노폴리스에서 머무르고 있었다. 처음에 그는 불가리아의 위기를 자신에게 유리하게 이용하고자 하였으나, 반란의 계급 투쟁적 면모가 명확해진 후 그는 이것이 비잔티움 제국으로 확산될 것을 두려워해 불가리아 귀족을 지원하기로 결정하였다. 미카일 8세는 비잔티움에 머무르던 불가리아의 전 황제 미초 아센의 아들 이반을 불가리아의 왕위 계승자로 내세웠다. 이반은 미카일의 딸 이레네 팔라이올로기나와 결혼하였고, 이반 아센 3세라는 이름으로 불가리아의 황제를 자처하였다. 비잔티움 제국은 군대를 북쪽으로 보내면서 터르노보에 대사를 보내 황후 마리아에게 왕좌를 포기할 것을 설득하였다.
하지만 이후에 일어난 상황은 비잔티움에게는 놀라운 것이었다. 마리아는 이바일로와 협상을 하여 그에게 불가리아의 제위를 제의하였다. 비잔티움 역사가들은 그녀의 행위를 죽은 남편에 대한 도덕적 의무를 무시한 것이라 비판하였지만, 그녀의 결정은 그녀의 삼촌 미카일 8세에 대한 반감과 권력을 향한 그녀의 욕구로 인한 것이었다. 처음에 그녀는 홀로 통치하고자 하였으나, 그녀는 마침내 그녀의 아들 미하일 아센 2세의 후계자로서의 지위를 보장하는 조건으로 이바일로와의 공동 통치를 받아들였다. 이바일로는 이 제의를 꺼려하여 마리아는 이바일로 자신이 힘으로 얻을 수 있는 것을 주려한다고 주장하였다. 또한 그는 그러한 조건은 봉기의 사회적 목표와 상반되었기에 그의 추종자들에게 배신으로 여겨질 수 있다고 생각하였다. 하지만, 마침내 이바일로는 "평화와 내전으로 피를 흘리지 않기 위해" 이를 수용하였다.

### 비잔티움과 몽골과의 전쟁
1278년 여름 이바일로는 수도에 입성한 후 황제의 휘장을 받았다. 불가리아는 인민의 차르의 지배 하에 통합되었지만, 국가의 문제는 아직 끝난 것이 아니었다. 미카일 8세는 이바일로를 제거하기 위한 노력을 계솏하여 미카일 글라바스가 이끄는 군대를 보냈으나, 그는 불가리아군에게 두차례나 패배하였다. 그러자 미카일은 몽골에게 불가리아 침공을 요청하였다. 수도에서의 상황 또한 악화되어 이바일로는 귀족들의 지지를 얻지 못하였고 황후 마리아와 자주 싸웠다.
그의 전역 초반 이바일로는 몽골군을 도나우 강 이북으로 몰아냈었다. 하지만 비잔티움군은 더 위험하였고 쉬프카 가도와 흑해 방면에서 공격해왔다. 그의 전술적 재능에도 불구하고 미카일 글라바스는 어떠한 승리도 거두지 못하였고, 이바일로의 부하들인 밈칠, 쿠만, 담얀, 칸초, 스탄 등이 이끄는 불가리아 성은 모든 공격을 격퇴해내었다. 불가리아와 비잔티움의 더욱 격렬해졌다. 비록 그들의 노력에도 불구하고, 비잔티움 군대는 1278년 여름과 가을에 패퇴하였다.
이바일로가 남부 지역을 안정시킨 후, 그는 북쪽의 몽골군과 맞서야했다. 이 시기에 전쟁은 더욱 격렬해지고 장기화되었다. 이전과는 달리 이바일로는 노가이 칸의 정예병과 맞서게 되었다. 몽골군은 승리를 거두었고 이바일로는 드러스터르의 요새로 피신하였지만 3개월 간 포위당했다. 이는 터르노보의 귀족들의 반란을 유발하였다. 패배의 소식과 함께 이바일로가 죽었다는 소식을 듣자 귀족들은 이반 아센 3세를 지지하였다. 황후 마리아는 폐위되어 콘스탄티노폴리스로 추방당했다.
하지만 몇달후 이바일로는 몽골군의 포위를 돌파하였다. 그의 군대는 터르노보 교외에 나타났고 이반 아센 3세는 수도에 포위당했다. 미카일 8세는 그의 사위를 보호하기 위해 1279년 여름 무린 장군이 이끄는 10,000명의 강병을 불가리아로 파병하였다. 그해 7월 17일 이바일로는 데비나에서 비잔티움 군대를 맞아 비록 수적으로 열세였음에도 불구하고 승리를 거두었다. 많은 비잔티움 군은 전사하였고 포로들 역시 이바일로의 명령으로 살해당했다. 한달 후 비잔티움 군은 아프린 장군이 이끄는 5,000명의 군대를 다시 보냈다. 정확한 전투 지역은 알려져있지 않으나 비잔티움 역사가들에 의하면 스타라 플라니나 산맥의 동부에서 벌어졌고, 8월 15일 이바일로는 다시 승리를 거두었고 비잔티움 군대의 사령관은 살해당했다. 이바일로는 이 두차례의 전투에서 자신의 군대를 직접 지휘했다.

### 반란의 끝
이반 아센 3세의 지위는 흔들렸고, 결국 그가 터르노보에서 달아나자 불가리아 귀족들은 당시 가장 영향력 있던 귀족 중 한명인 체르벤의 귀족 게오르기 테르테르를 황제로 추대했다. 이 사건은 이바일로의 운명에 결정적이었다. 농민 차르는 불가리아 봉건 영주들의 조직적인 군대에 맞서게 되었고, 그의 군대의 사기는 떨어졌고 그를 지지하던 민중들도 끝없는 전쟁에 실망하고 지쳤다. 1280년 말 몇몇 충성스러운 부하들과 함께 이바일로는 노가이 칸에게로 망명하여 그의 제위를 되찾기 위한 도움을 요청하였다. 비록 노가이는 처음에는 이바일로를 환대하였으나, 결국 그의 적 미카일 8세의 요청으로 그를 암살하였다.

## 결과
비록 결과적으로는 실패하였으나, 이바일로의 난은 당시 중세 유럽의 농민 반란군들이 실패한 목표인 그들의 지도자를 황제로 옹립하는 것을 성공하였다. 비록 민중들에 의한 새로운 사회 질서 수립은 실패하였지만, 이바일로는 불가리아 민중들의 기억 속에 정의, 자유, 평등의 투사로 남았다. 또한 당대 및 후대 발칸에서는 "가짜 이바일로"들이 주도하는 봉기가 일어나기도 했다.
이바일로 사후의 20년 간 제 2차 불가리아 제국은 몽골의 끊임없는 내정 간섭과 대귀족들에 의한 중앙 집권력의 붕괴로 쇠퇴의 정점을 찍었다. 이 시기 동안 비잔티움 제국은 불가리아가 차지하던 트라키아의 대부분을 점령하였다. 1300년이 되어서야 토도르 스베토슬라프의 등장과 함께 불가리아는 재흥의 기틀을 마련하였다.

## 같이 보기
- 동로마-불가리아 전쟁
- 킵차크 칸국

## 참고 문헌
- Йордан Андреев, Милчо Лалков, Българските ханове и царе, Велико Търново, 1996.
- Атанас Пейчев и колектив, 1300 години на стража, Военно издателство, София 1984.